# Goronyosaurus
Goronyosaurus es un género extinto de mosasáurido del Cretácico Superior, del cual solo se ha descrito una especie, Goronyosaurus nigeriensis. Sus restos fueron hallados en los llamados "Esquistos de Mosasaurios" en la Formación Dukamaje en el suroeste de Níger y en el distrito de Goronyo en el estado de Sokoto, en Nigeria. Fue descrito en 1930 por William Swinton como «Mosasaurus» nigeriensis basándose en algunos fósiles de mandíbulas en depósitos del Maastrichtiense. Fue considerado como un género aparte en 1972 por un grupo de investigadores italianos, sobre la base de nuevos hallazgos.

## Descripción

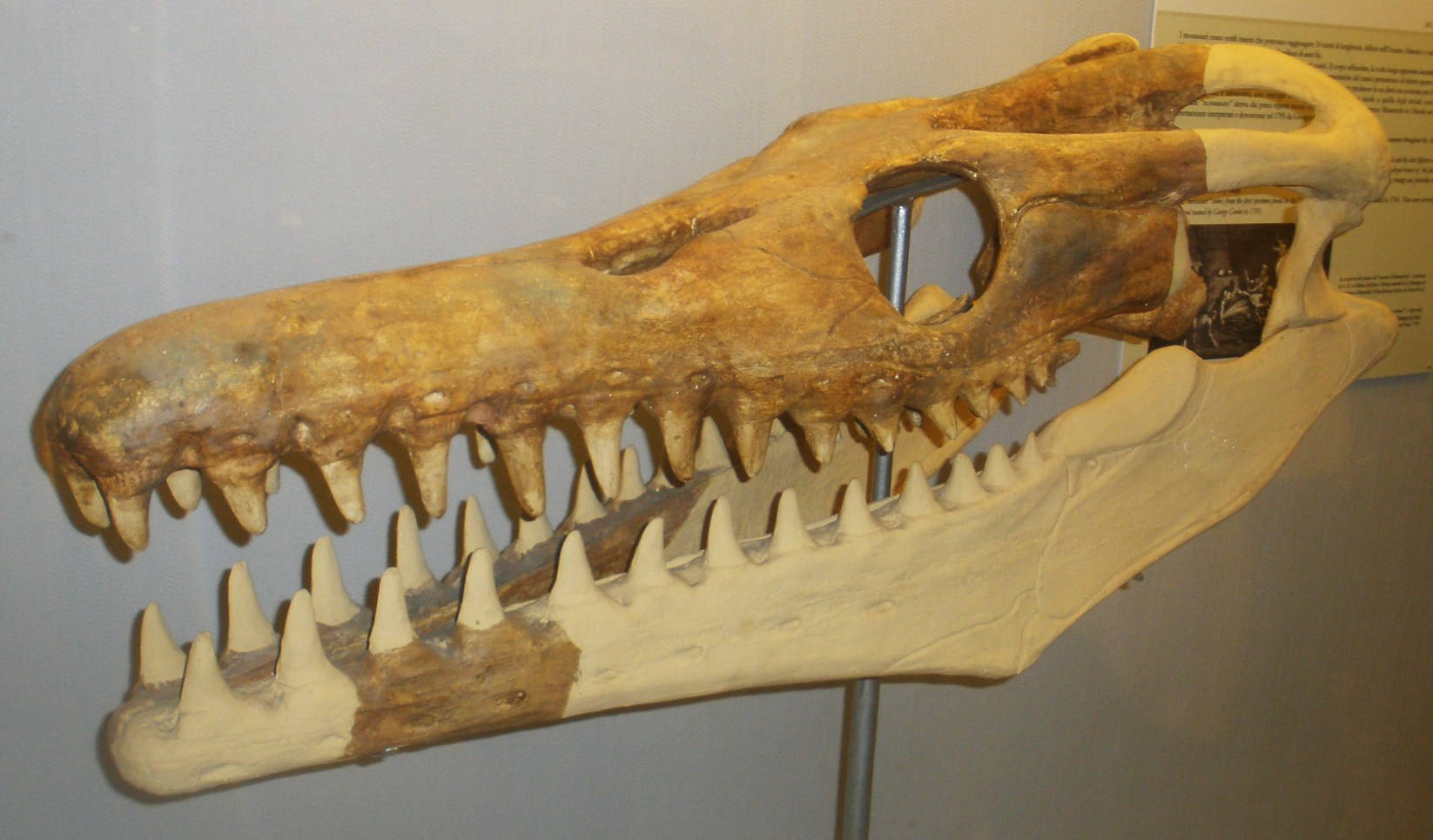
Cráneo de Goryonosaurus

Goronyosaurus medía unos siete metros de largo, con un cráneo que alcanzaba los 62 centímetros de longitud. A pesar de su relación cercana con otros mosasaurios, tales como Tylosaurus se diferencia morfológicamente de estos, con un cráneo de constitución bastante robusta y de punta roma, con un rostro semejando un largo cilindro. El cráneo y los dientes tiene cierta similitud con el de los cocodrilos y poseen diez dientes caniniformes alargados, los cuales se encajaban en unas aberturas o agujeros en la mandíbula opuesta. Sus quijadas eran relativamente más largas que las de otros mosasáuridos, con los músculos mandibulares situados más hacia atrás para permitir una rápida mordida. Sus ojos eran pequeños, dependiendo más de sus sentidos del tacto y del olfato, como sugiere los trazos de los nervios en el hocico. Un estudio de sus dientes indica que estaban mejor adaptados para cortar carne que para atravesar huesos. Probablemente residía en hábitats con aguas turbias, tales como los estuarios y se alimentaba de grandes peces y otros reptiles marinos.